# Valby Kirke
Valby Kirke er en kirke i Valby Sogn i Gribskov Kommune.
Kirken er bygget i begyndelsen af 1100-tallet og opført af skånsk sandsten. Byggestilen og materialerne har visse engelske–normanniske træk fælles med kirken Vejby Kirke i nabobyen Vejby. Det formodes at Lund Domkirke og Dalby Kirke har inspireret til byggestilen.
Koret og kirkeskibet er bygget i samme periode, men formentlig i to adskilte etaper. I perioden 1275-1325 blev skibet udbygget mod vest.
I 1821 blev kirken pudset udvendigt og hvidtet. Dette blev dog fjernet i 1889, og bygningen blev her ført tilbage til sit oprindelige udseende.
Der er to våbenhuse tilknyttet kirken; et nordligt og et sydligt. Det nordlige er bygget i senromansk stil og er fra ca. 1200-tallet. Her var tidligere en særskilt indgang til kvindelige besøgende, men indgangen er i dag muret til og våbenhuset anvendes i stedet som kapel. Det sydlige er fra 1400-tallet og ses at have gennemgået flere ombygninger.
I 1873 afhændede staten kirken til nogle tiendeydere, og den 1.oktober 1915 overgik kirken til selveje.
Ved en restaurering af kirken i 1969 gravede man gulvet op i kirken, og dér fandt man bl.a. 17 mønter, bl.a. mønter med portrætter af Christoffer 2., samt en Visby Sterling fra 1420-40. Disse mønter overgik til Nationalmuseets samlinger.
Kirkegårdsmuren er for en stor del bygget af materialer fra Esrum Kloster.

## Eksterne kilder og henvisninger
- Wikimedia Commons har flere filer relateret til Valby Kirke
- Valby Kirke i Den Store Danske på Lex.dk
- Valby Kirke hos KortTilKirken.dk
- Valby Kirke hos danmarkskirker.natmus.dk (Danmarks Kirker, Nationalmuseet)